# George Gower (Maler)

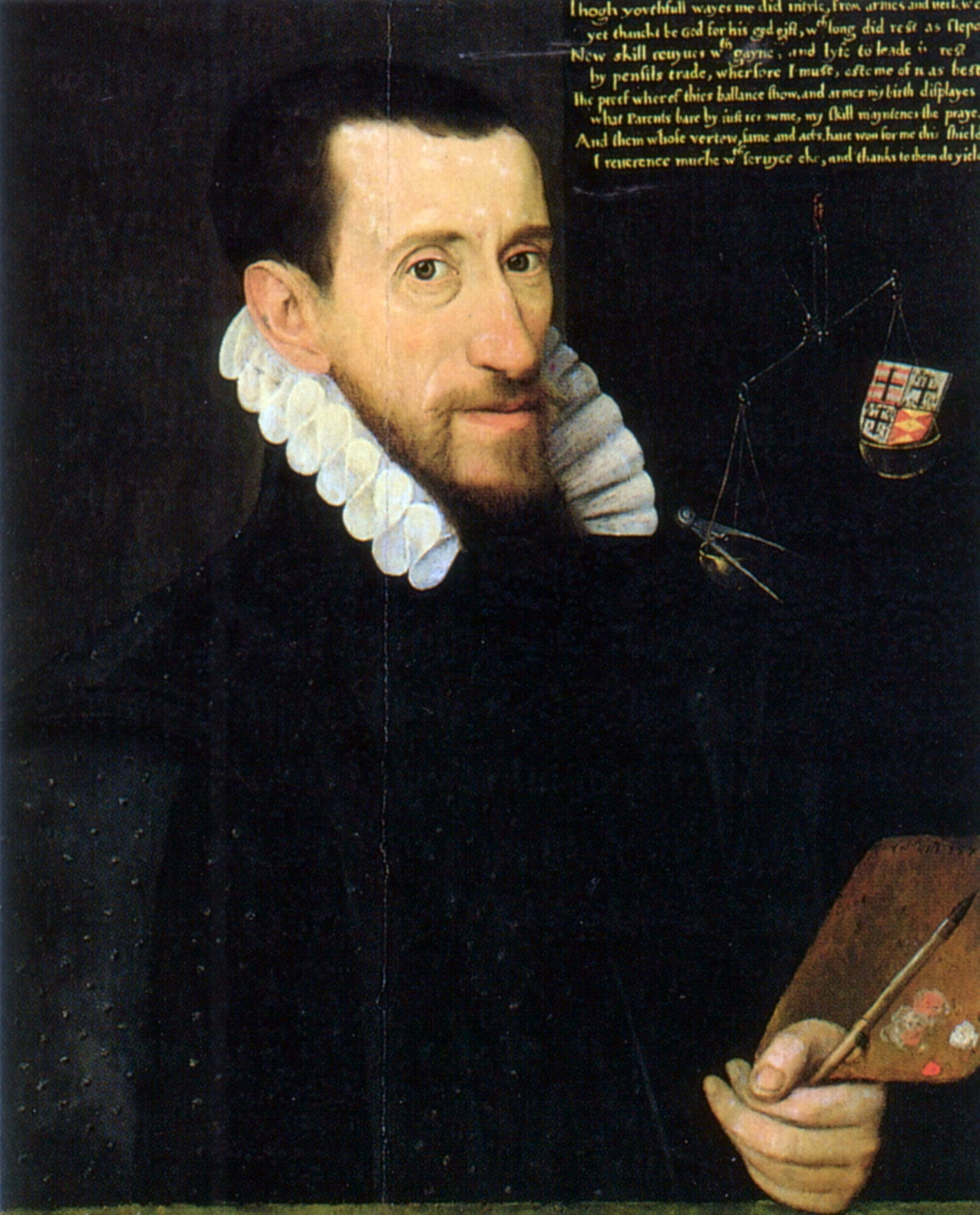
Selbstporträt von George Gower (1579)

George Gower (* um 1540; † August 1596) war ein englischer Maler. Ihm wird das Armadaporträt von Königin Elisabeth I. zugeschrieben.

## Leben
Über sein frühes Leben ist nur wenig bekannt. Man weiß, dass er ein Enkel von Sir John Gower of Stittenham, Yorkshire war.
Ursprünglich stammte Gower aus Yorkshire. In den frühen 1570ern begann sein Erfolg als Maler. Zu dieser Zeit lebte er im Parish St Clement Danes, London. 1581 gelang es ihm, das Amt des Serjeant Painter (eine Art Hofmaler) der Königin zu übernehmen, das zuvor William Herne innehatte. 1584 versuchte Gower gemeinsam mit Nicholas Hilliard, ein Monopol für königliche Porträts zu etablieren. Er erhielt ein Patent, das ihm oder seinem Vertreter lebenslang das Privileg einräumte, als einzige Porträts der königlichen Familie in Form von Ölbildern, Kupfer- und Holzstichen anfertigen zu dürfen. Nur für Hilliard war eine lokal begrenzte Ausnahme vorgesehen. Ab 1593 arbeitete Gower als Maler für die Navy.

## Werk

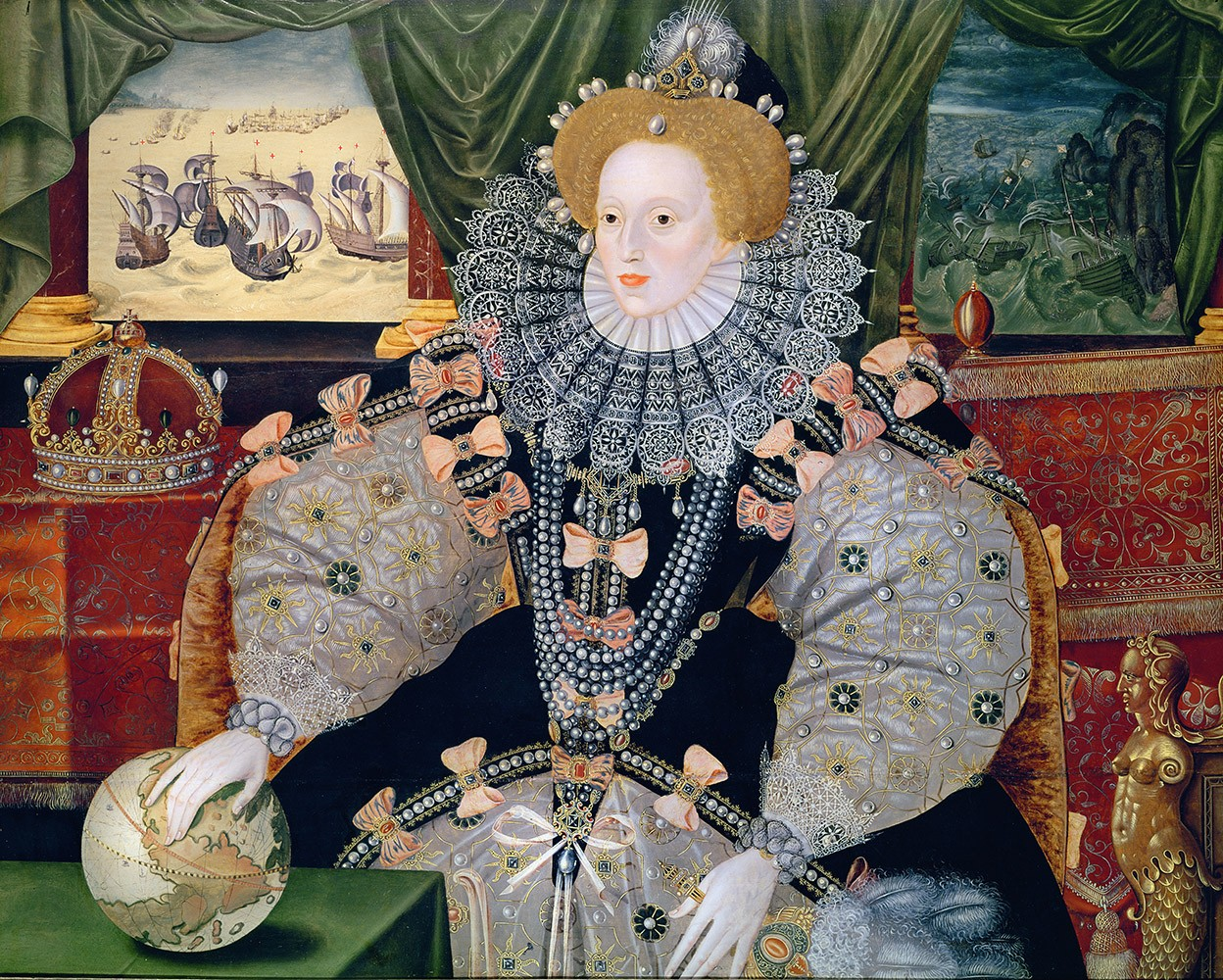
Armadaporträt von Königin Elisabeth I.

Drei Werke stammen mit Sicherheit von Gower: ein Selbstporträt (1579), sowie Porträts von Thomas Kytson und dessen Frau Elizabeth (1573). Zugeschrieben werden ihm außerdem Porträts von weiteren Mitgliedern der Familie Kytson, von über 20 Adligen (1570 bis 1586) und Queen Elisabeth (1588). Charakteristisch für Gowers Werke sind präzise gezeichnete Konturen und die etwas hervorstehenden, starrenden Augen der Porträtierten.